# Comuna Voivodeni, Mureș
Voivodeni (mai demult Sânioana, în maghiară Vajdaszentivány, în germană Johannisdorf) este o comună în județul Mureș, Transilvania, România, formată din satele Toldal și Voivodeni (reședința).

## Demografie
Componența etnică a comunei Voivodeni
     Maghiari (55,05%)
     Români (28,19%)
     Romi (10,98%)
     Alte etnii (0,32%)
     Necunoscută (5,46%)
Componența confesională a comunei Voivodeni
     Reformați (51,17%)
     Ortodocși (28,83%)
     Martori ai lui Iehova (4,25%)
     Adventiști (3,56%)
     Romano-catolici (2,48%)
     Fără religie (2,29%)
     Alte religii (1,71%)
     Necunoscută (5,71%)
Conform recensământului efectuat în 2021, populația comunei Voivodeni se ridică la 1.575 de locuitori, în scădere față de recensământul anterior din 2011, când fuseseră înregistrați 1.756 de locuitori. Majoritatea locuitorilor sunt maghiari (55,05%), cu minorități de români (28,19%) și romi (10,98%), iar pentru 5,46% nu se cunoaște apartenența etnică. Din punct de vedere confesional, majoritatea locuitorilor sunt reformați (51,17%), cu minorități de ortodocși (28,83%), martori ai lui Iehova (4,25%), adventiști (3,56%), romano-catolici (2,48%) și fără religie (2,29%), iar pentru 5,71% nu se cunoaște apartenența confesională.

## Politică și administrație
Comuna Voivodeni este administrată de un primar și un consiliu local compus din 11 consilieri. Primarul, Vasile Boer[*], de la Partidul Social Democrat, este în funcție din 2012. Începând cu alegerile locale din 2024, consiliul local are următoarea componență pe partide politice:
|  | Partid                                 | Consilieri | Componența Consiliului | Componența Consiliului | Componența Consiliului | Componența Consiliului | Componența Consiliului | Componența Consiliului | Componența Consiliului |
|  | -------------------------------------- | ---------- | ---------------------- | ---------------------- | ---------------------- | ---------------------- | ---------------------- | ---------------------- | ---------------------- |
|  | Partidul Social Democrat               | 7          |                        |                        |                        |                        |                        |                        |                        |
|  | Uniunea Democrată Maghiară din România | 4          |                        |                        |                        |                        |                        |                        |                        |

## Atracții turistice
- Biserica Reformat-Calvină din satul Voivodeni, construcție secolul al XV-lea
- Conacul Zichy din Voivodeni, construcție secolul al XVIII-lea

## Imagini

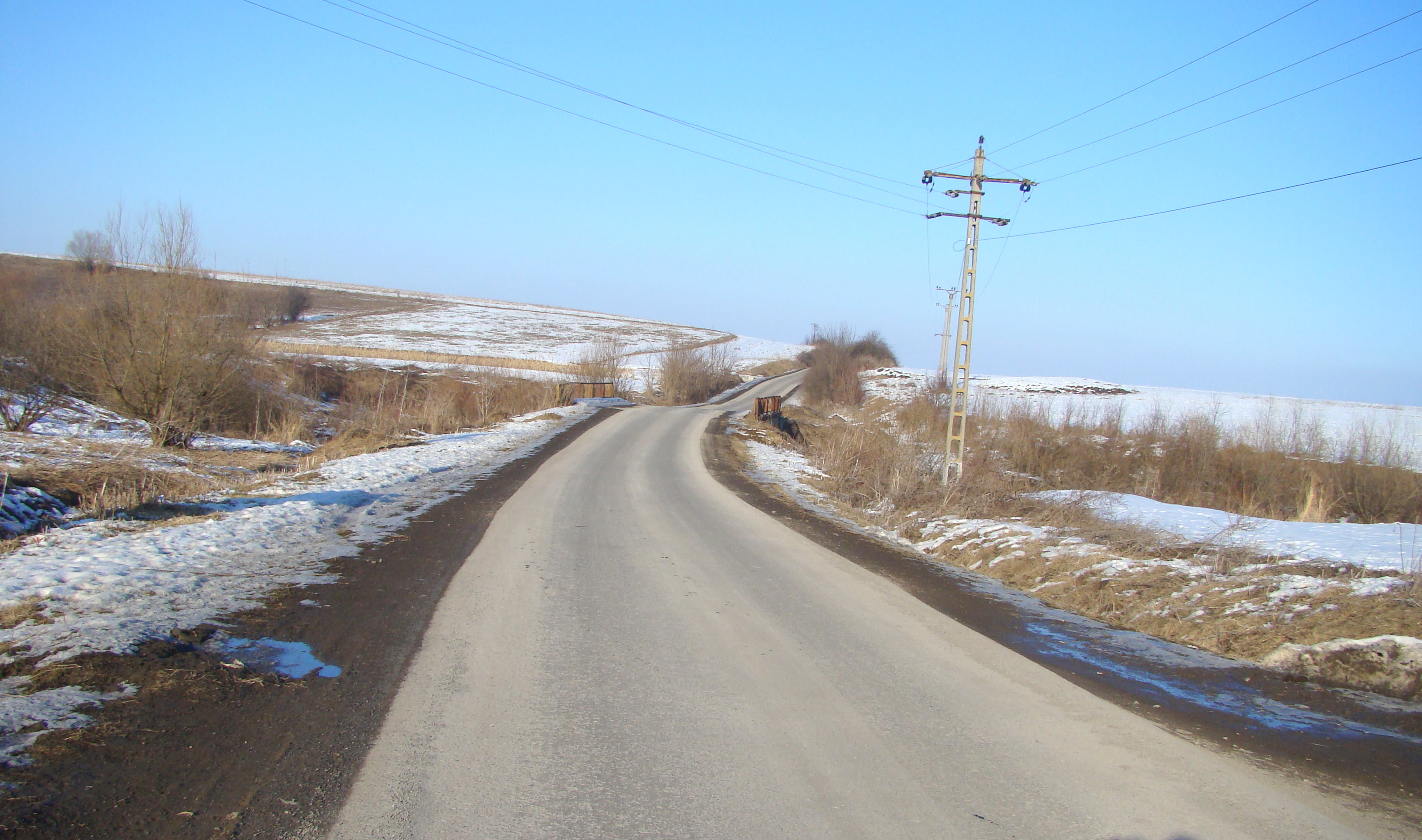
Drumul Breaza-Voivodeni
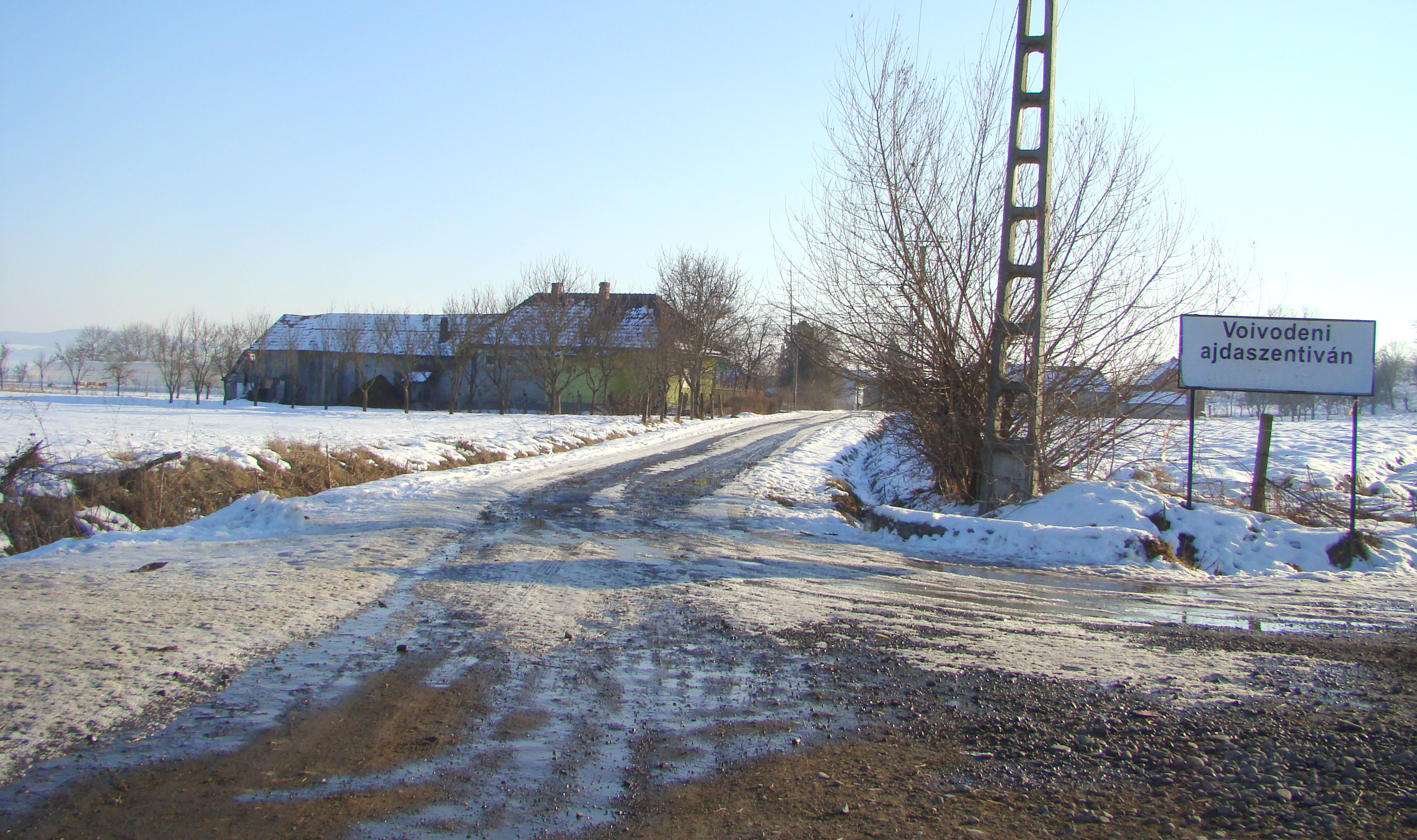
Intrarea în localitate
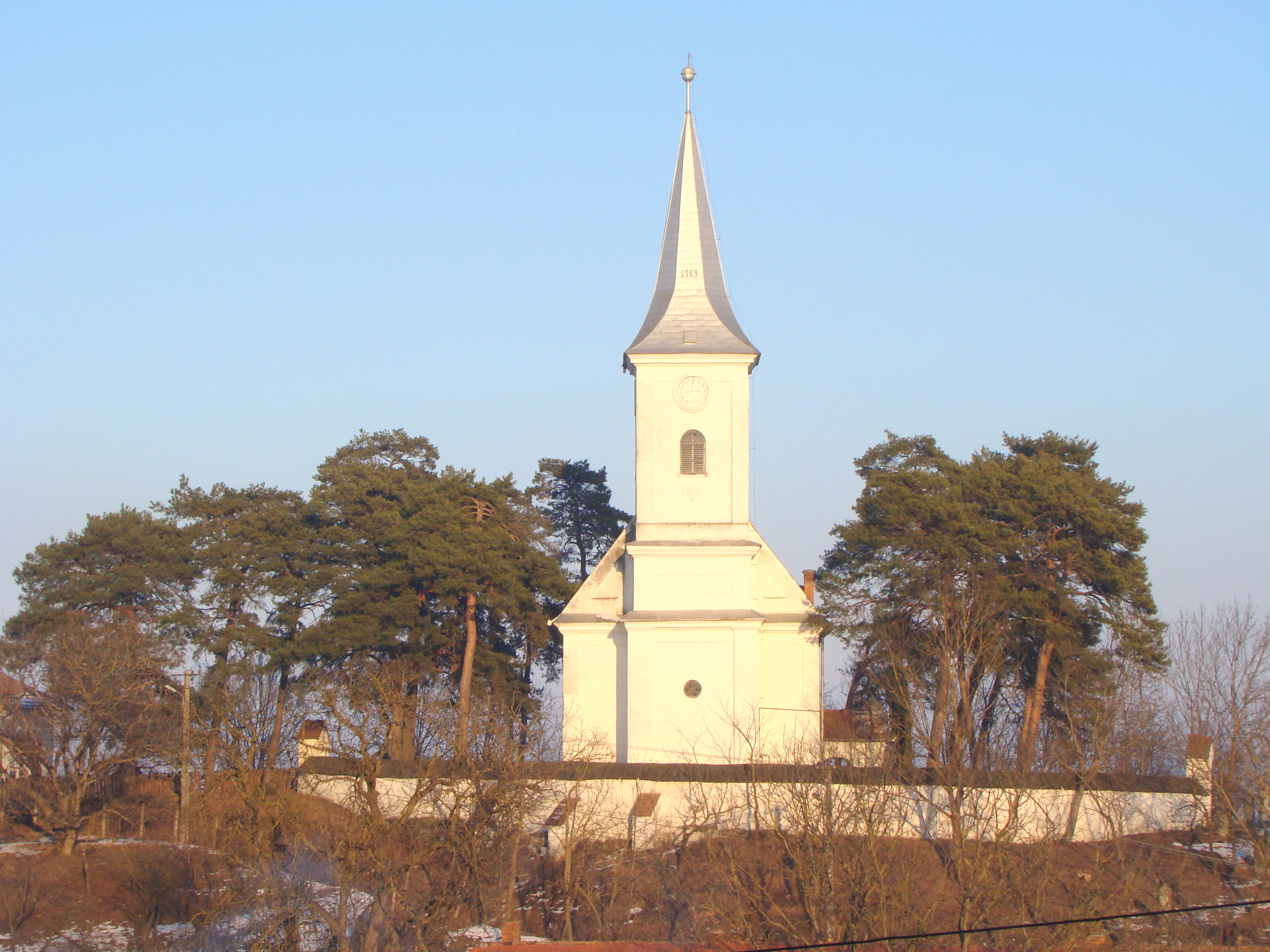
Biserica reformată (monument istoric)
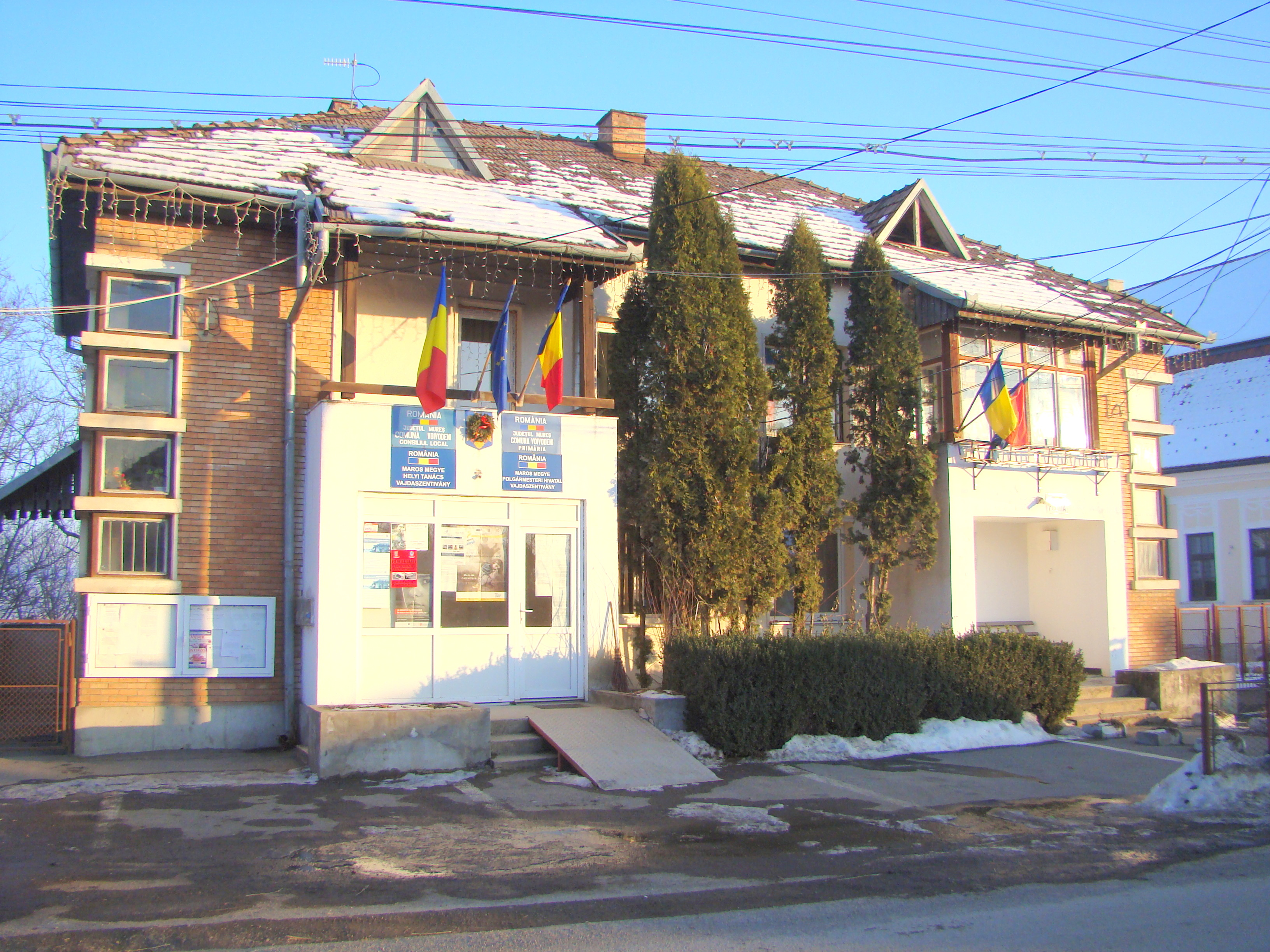
Primăria comunei Voivodeni
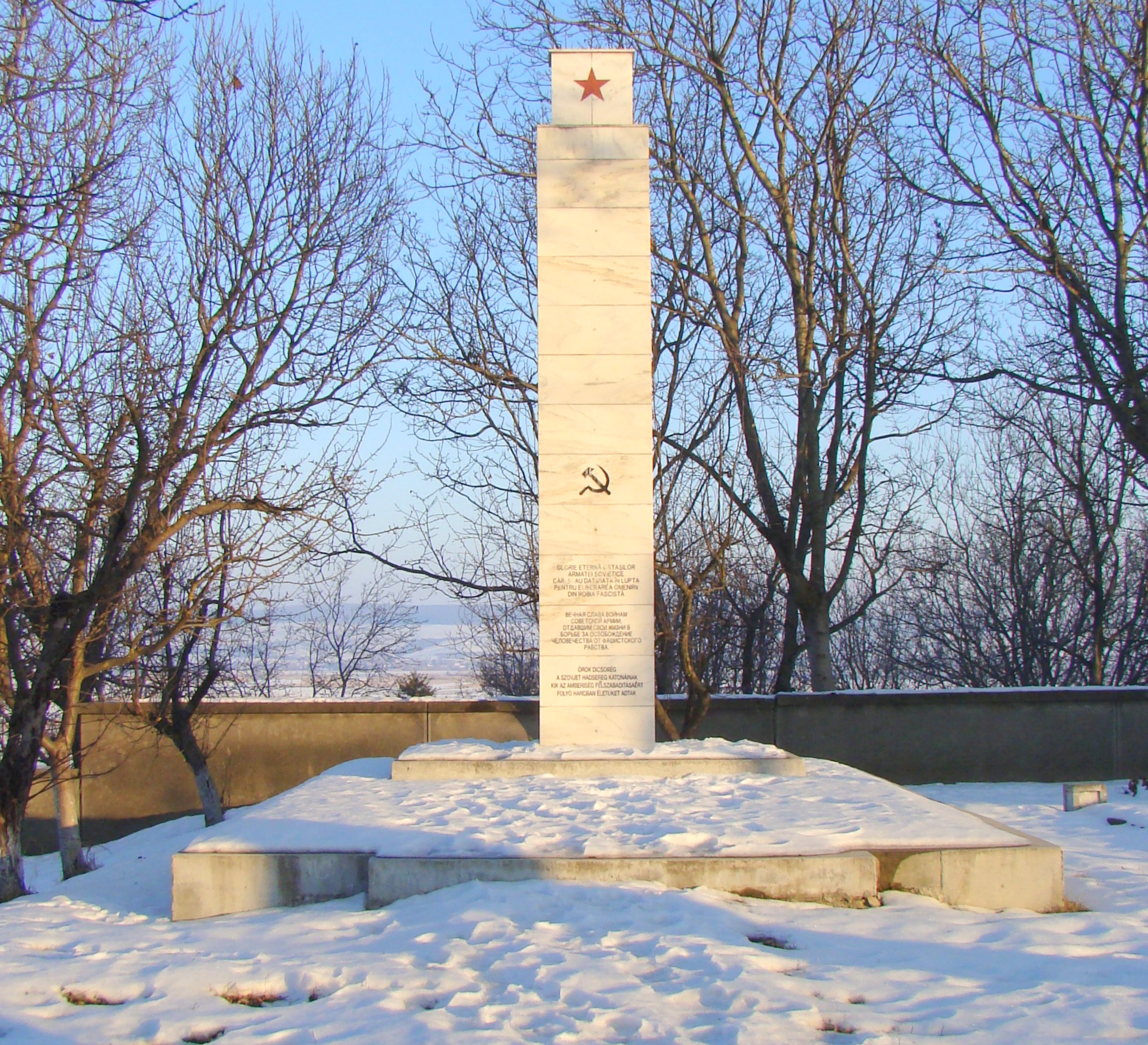
Monumentul din cimitirul ostașilor sovietici
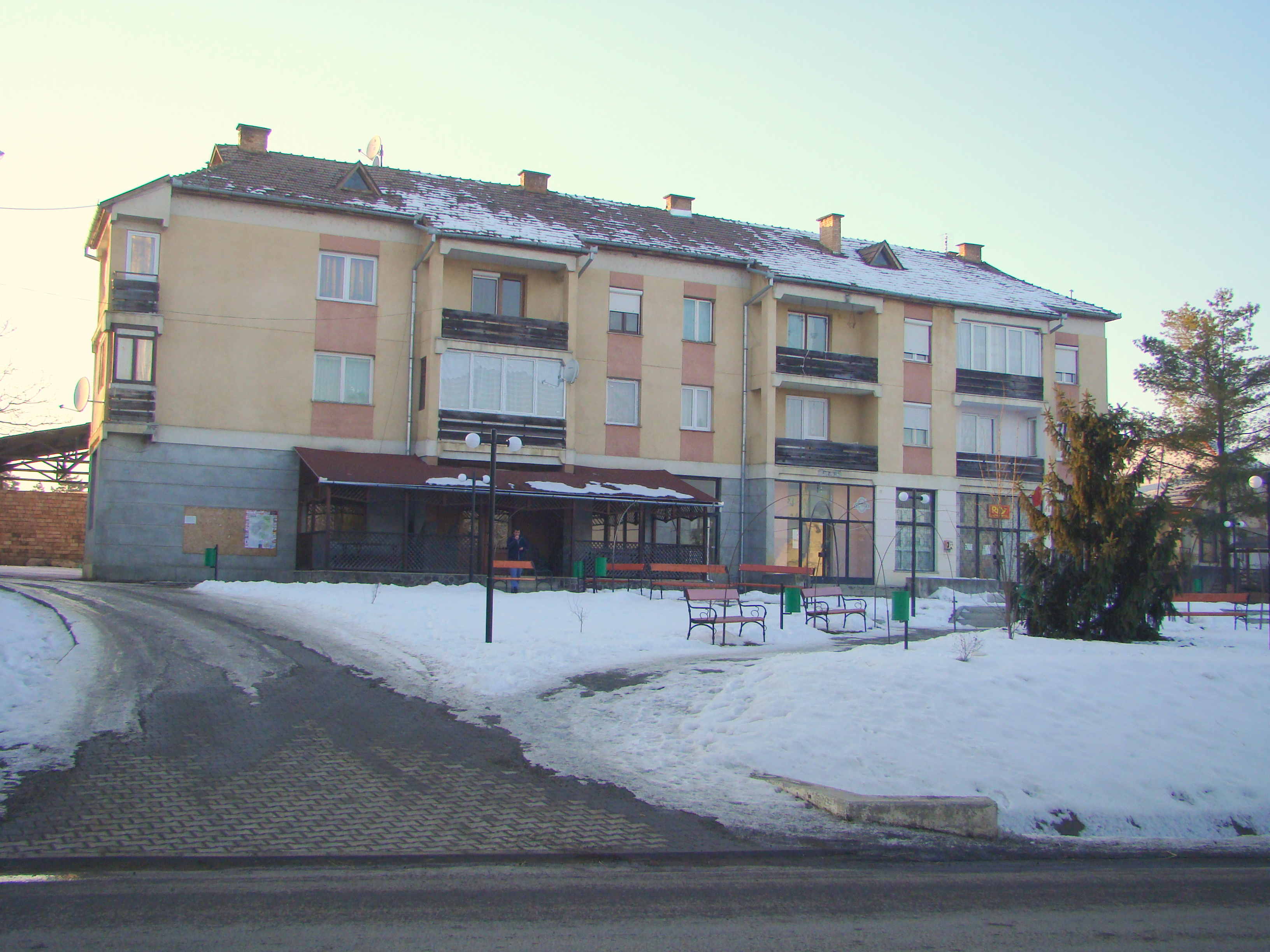
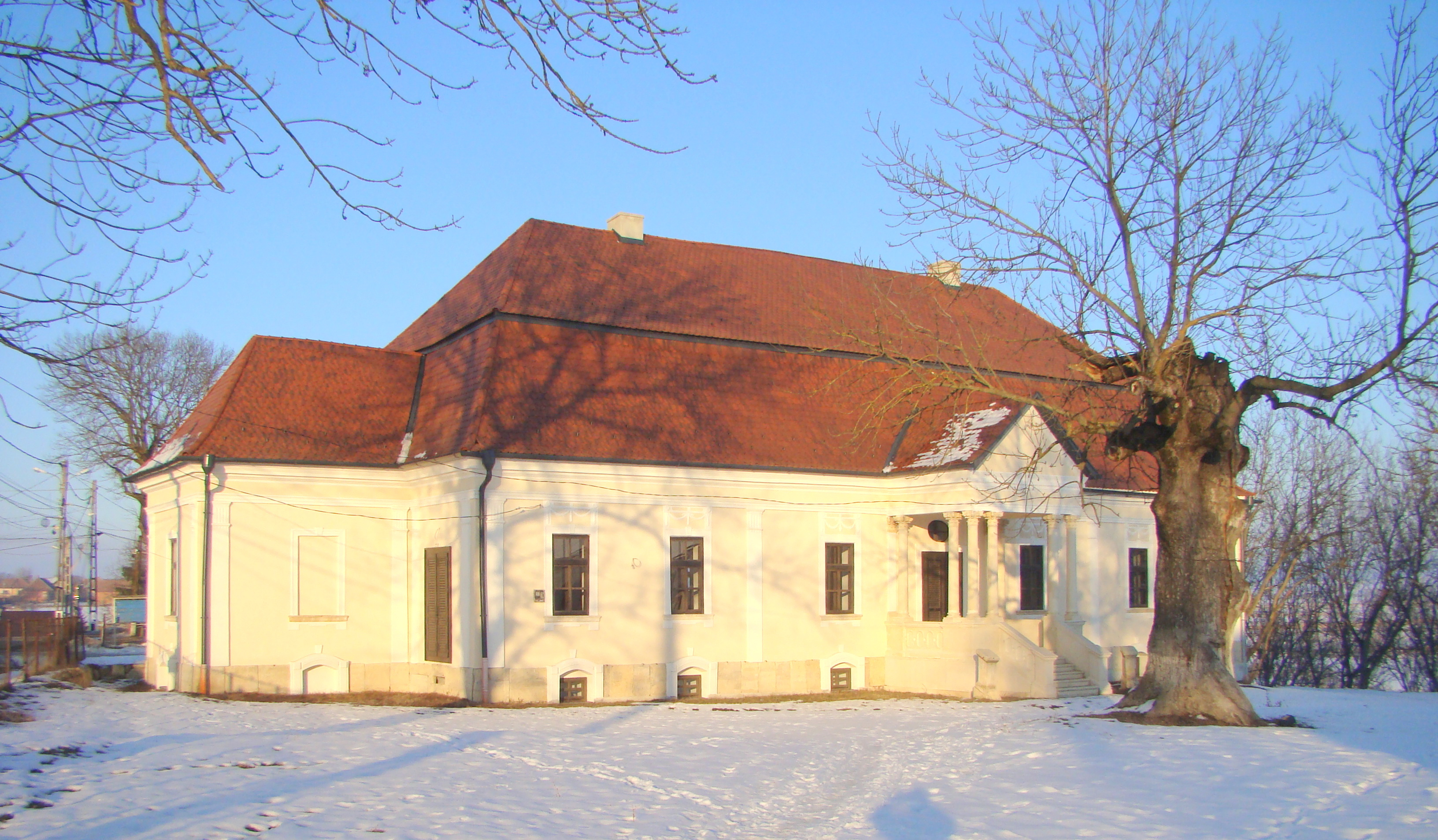
Conacul Zichy (monument istoric)
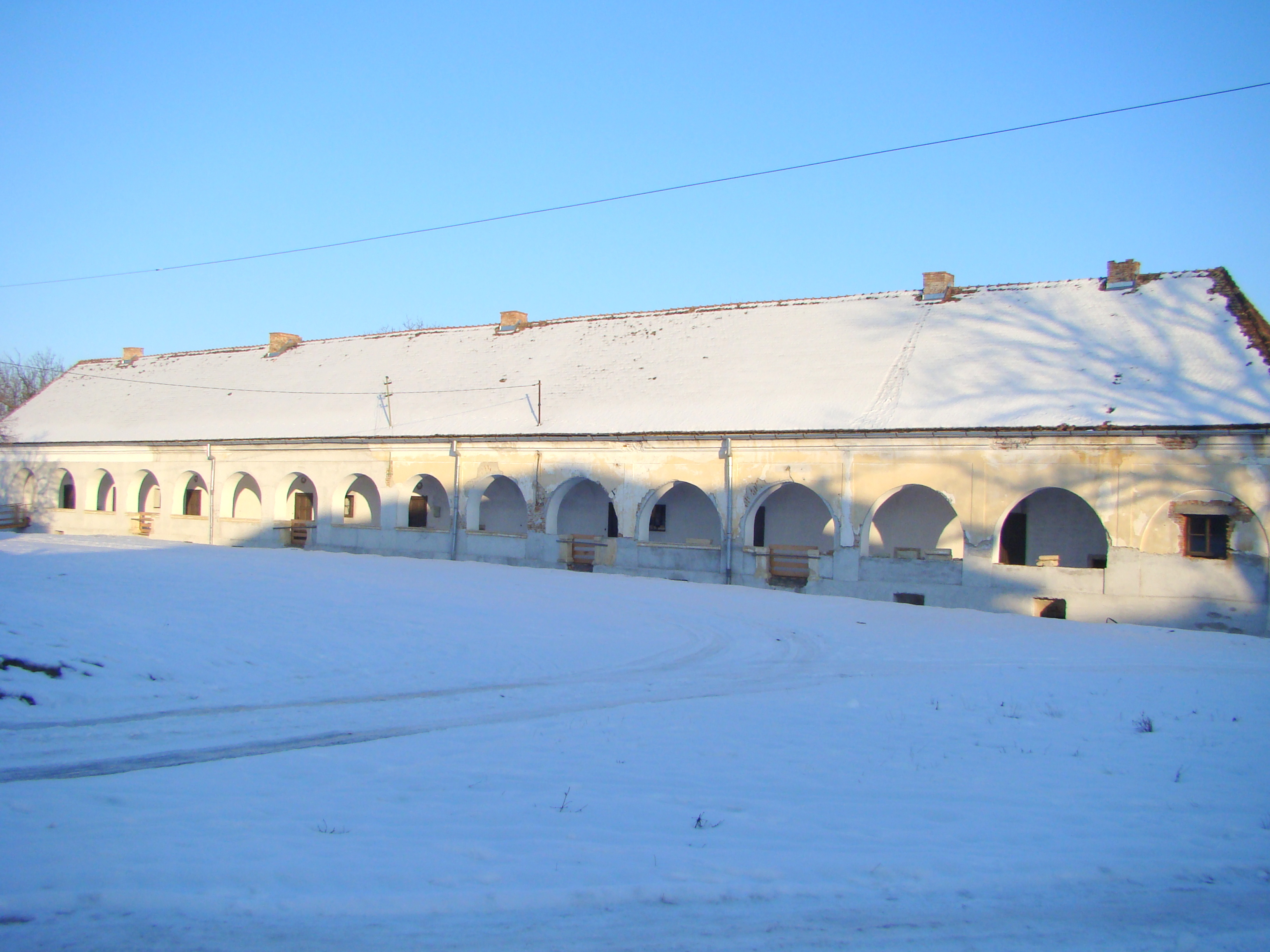
Anexă a conacului Zichy (monument istoric)
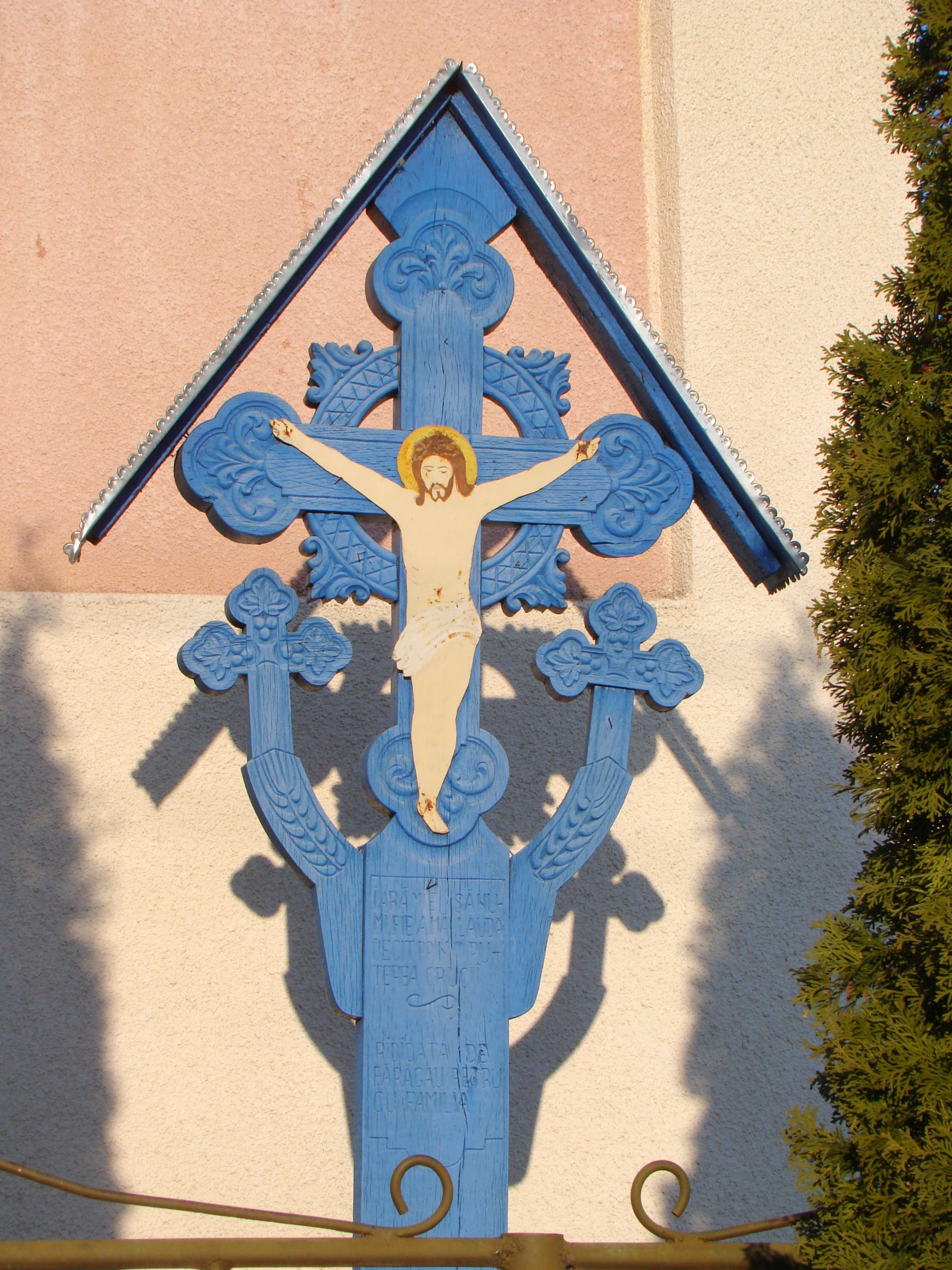